# 1159

## Narození
- Minamoto Jošicune, japonský samurajský velitel († 1189)

## Úmrtí
- 30. května – Vladislav II., první polský senior (* 1105)
- 1. září – Hadrián IV., papež (* okolo 1100)
- 11. října – Vilém z Boulogne, hrabě (* okolo 1137)
- Joscelin II. z Edessy, poslední vládnoucí křižácký hrabě z Edessy (* ?)

## Hlavy států
- České království – Vladislav II.
- Svatá říše římská – Fridrich I. Barbarossa
- Papež – do 1. září Hadrián IV., od 7. září Alexandr III. (pontifikát 1159–1181)
- Anglické království – Jindřich II. Plantagenet
- Francouzské království – Ludvík VII.
- Polské knížectví – Boleslav IV. Kadeřavý
- Uherské království – Gejza II.
- Kastilské království – Alfonso VIII. Kastilský
- Rakouské vévodství – Jindřich II. Jasomirgott
- Sicilské království – Vilém I. Sicilský
- Byzantská říše – Manuel I. Komnenos